# 图瓦人民革命党
图瓦人民革命党（蒙古语：ᠲᠠᠩᠨᠦ ᠲᠤᠧᠠ ᠢᠢᠨ ᠠᠷᠠᠳ ᠤᠨ ᠬᠤᠪᠢᠰᠭᠠᠯ ‍ᠳᠤ ᠨᠠᠮ，罗马化：Tangnu Tuva-yin arad-un qubisγal-tu nam）是图瓦人在1921年建立的共产主义政党，它是同年成立的图瓦人民共和国的执政党。随着1944年图瓦并入苏联，该党也成为苏共的图瓦支部。

## 历史
1921年10月29日，在苏俄的帮助下，图瓦革命者会议召开，在这次会议上成立了图瓦人民革命党的政治局。1922年2月28日，在该党的第一次代表大会上，图瓦人民政府宣布成立。但在1923年7月6日召开的党的第二次代表大会上，由于苏联的不满和强力干预，该党被迫改组。总书记玛达·鲁布桑-敖斯尔（俄语名达赖耶维奇）被指控作为一名前喇嘛和官员抵制改革，因提倡保存封建传统习俗和喇嘛教，试图逐步过渡到新社会，不采取严厉措施领导人民进行革命而被免职。随后，图瓦人民革命党在全国各地建立党的基层组织和共青团等分支机构。
1929年，在该党右翼领导下的第二届党中央委员会，试图把喇嘛教定为国教。同年，在苏联的干预下，中央委员会被彻底清洗。根据反封建革命的口号，党的第八次代表大会为社会主义农业集体化改造铺平了道路。1930年4月—5月，图瓦旧贵族和富农的反革命暴动被苏联武力镇压。图瓦人民革命党中央最终通过了没收剥削阶级的财产的决议，以及在“无条件自愿的基础上”施行农业集体化。
该党成立后，出现的第一个有力人物是库乌拉·栋杜，他于1925年—1929年任图瓦人民共和国部长会议主席。1929年—1932年，该党內部发生了政治斗争，党內的民族主义分子（包括库乌拉·栋杜在内）全都被处决。此后，萨尔恰克·托卡接管党务。
在1935年的共产国际第七次代表大会上，该党被承认为“同情党”。
1944年，苏联吞并图瓦，设立图瓦自治州，图瓦人民革命党也被改组为全联盟共产党（布尔什维克）的下属党组织。

## 历任领袖
总书记
- 蒙古什·尼玛楚颜（尼玛扎布）（1921年—1923年）
- 玛达·鲁布桑-敖斯尔（达赖耶维奇）（1923年）

主席
- 奥云·库尔瑟迪（1923年7月9日—1924年3月15日）

总书记
- 沙克都尔（1924年4月—1926年1月）

第一书记
- 蒙古什·巴彦-巴达尔呼（俄语：Буян-Бадыргы, Монгуш）（1926年1月—1927年2月）
- 苏达那木伯勒珠尔-诺颜（1927年2月—1929年1月）
- 伊尔吉特·沙克都尔扎布（俄语：Шагдыржап, Иргит）（1929年1月—1932年3月）

总书记
- 萨尔恰克·托卡（1932年3月6日—1944年10月11日）